# 週城縣 (堅江省)
週城縣（越南语：／）是越南坚江省下辖的一个县。主要居民有京族、高棉族、华族。

## 地理
週城縣位于迪石市郊区，西接迪石市，东接塸槁縣，北接新合县，南接安边县和𡊤槤縣。

## 历史
2005年7月26日，蒙寿B社析置蒙寿社。

## 行政区划
週城縣下辖1市镇9社，县莅明良市镇。
- 明良市镇（Thị trấn Minh Lương）
- 平安社（Xã Bình An）
- 育象社（Xã Giục Tượng）
- 明和社（Xã Minh Hòa）
- 蒙寿社（Xã Mong Thọ）
- 蒙寿A社（Xã Mong Thọ A）
- 蒙寿B社（Xã Mong Thọ B）
- 盛禄社（Xã Thạnh Lộc）
- 永和合社（Xã Vĩnh Hòa Hiệp）
- 永和富社（Xã Vĩnh Hòa Phú）